# Martin Kocián
Martin Kocián (* 6. října 1976 Most) je český rapper, DJ, zpěvák, textař, moderátor a příležitostný herec. Stal se známým hlavně svým působením v popové skupině Lunetic.

## Biografie

### Hudební kariéra
V sedmnácti letech začal vystupovat jako DJ po různých diskotékách. V tomto období se také seznámil s Alešem Lehkým, se kterým v roce 1995 založil taneční a popovou skupinu Lunetic. Ve stejném roce oba poznali v litvínovském klubu Géčko dva tanečníky Vaška Jelínka a Davida Škacha, kteří se k nim později přidali. V roce 1998 společně s Davidem složil píseň Máma, která Lunetic vynesla na první příčky hitparády a spustila československou mánii[zdroj?]. V roce 2002 Martin Lunetic opustil a společně s Markétou Pokornou založil novou skupinu 2M. Skupina však vydala pouze jedno album a za nedlouho se rozpadla. V roce 2003 nečekaně vystoupil na posledním koncertu Lunetic před rozpadem, i přesto, že už s ostatními členy nespolupracoval. Po rozpadu Lunetic nejdříve vystupoval jako DJ na diskotékách a později pod přezdívkou MC Noggin začal rapovat a připravoval svoji sólovou desku, ze které nakonec sešlo. V roce 2004 spolupracoval s českým rapperem Jakubem Mohamedem Alim na písni „Bajka o Rusech a lidech“, která vyšla na Aliho desce Alimania. V roce 2008 se vrátil s kompletním Luneticem na pódia a současně začal vystupovat opět jako DJ. V roce 2011 začal spolupracovat s Petrem Zvěřinou, který se také věnuje DJingu a společně vystupují s takzvanou Retropárty, vydali také svoji desku se známými hity. Ve stejném roce Martin po dlouhé době vydal s Lunetic sólovou desku pod názvem Na vlnách.

### Moderátorská kariéra
Od roku 1999 do roku 2000 moderoval, nejdříve s ostatními členy z Luneticu a později už jenom sám hitparádu Eso na TV Nova. Dnes občas moderuje na různých diskotékách.

### Soukromý život
Martin se narodil v Mostě, ale svoje dětství prožil v Litvínově, kde navštěvoval 1. základní školu. Kvůli problémům s minulým režimem musel jeho otec emigrovat do Německa a Martin tak vyrůstal pouze s matkou, sestrou a bratrem, takže mu chyběla otcovská výchova, proto ve škole míval často dvojky z chování. Po dokončení základní školy se rozhodl jít na truhláře a poté si udělal nástavbu. V devatenácti letech Martin utekl z domova a založil s Alešem Lehkým Lunetic. Když se skupina dostala na vrchol, neunesl svoji slávu a začal experimentovat nejdříve s lehkými a později i s tvrdými drogami. V roce 2001 se rozhodl jít léčit a skupinu opustil. V roce 2003 utrpěl velkou životní ránu, když byla jeho sestra nalezena mrtvá na Kanárských ostrovech. Ze žalu nad její smrtí začal Martin opět upadat do drog, a proto se v roce 2005 rozhodl odjet do Irska, kde rok pracoval jako číšník. V roce 2006 byla o jeho životě natočena epizoda do pořadu České televize 13. komnata, kde vystoupili i Aleš Lehký a David Škach. V roce 2008 si s kamarádem otevřel Tobacco bar v Praze, kde začal pracovat jako barman. V roce 2010 se mu narodila dcera Vanessa.
V roce 2024 bylo oznámeno bojovou organizací Clash of the Stars, že Kocián nastoupí na jejich osmém turnaji v Ostravar Aréně, kde byl jeho soupeřem Pavel Měsíček, zvaný Pomalu Snejksi, kterého v prvním kole porazil na vzdání soupeře.

## Diskografie
- 2M - Poprvé (2002) s Markétou Pokornou
- Retropárty (2011) s Petrem Zvěřinou